# Frontière (topologie)
Pour les articles homonymes, voir Frontière (homonymie).
En topologie, la frontière d'un ensemble (aussi appelé parfois « le bord d'un ensemble ») est constituée des points qui, de façon intuitive, sont « situés au bord » de cet ensemble, c’est-à-dire qui peuvent être « approchés » à la fois par l'intérieur et l'extérieur de cet ensemble.

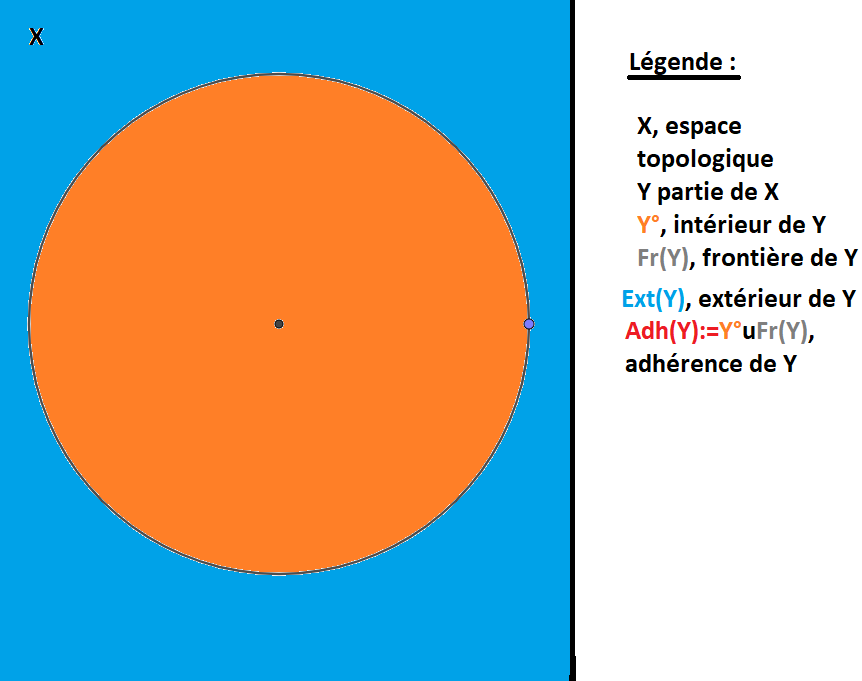
Illustration de concepts de base en topologie générale

## Définition
Soit S un sous-ensemble d'un espace topologique (E, T).
Il est possible de définir la frontière de S (souvent notée ∂S ou Fr S) de plusieurs façons équivalentes :
- l'adhérence de S privée de l'intérieur de S :{\displaystyle \partial S={\overline {S}}\setminus {\stackrel {\circ }{S}}~;}
- l'ensemble des points adhérents à la fois à S et à son complémentaire : {\displaystyle \partial S={\overline {S}}\cap {\overline {E\setminus S}}~;}
- l'ensemble de tous les « points frontières » de S, c'est-à-dire des points p de E pour lesquels tout voisinage de p — ou simplement tous ceux d'une base de voisinages[1] — contient au moins un point dans S et un point hors de S.
- l'ensemble des points de E qui n'appartiennent ni à l'intérieur de S ni à l'extérieur de S[2]:

## Propriétés
- La frontière d'un ensemble est un fermé (d'après la deuxième définition, comme intersection de deux fermés).
- La frontière d'un ensemble est également celle de son complémentaire (toujours d'après la deuxième définition, en utilisant l'involutivité du passage au complémentaire).
- L'adhérence d'un ensemble est la réunion de cet ensemble et de sa frontière : S = S ∪ ∂S. En particulier, un ensemble est fermé si et seulement s'il contient sa frontière.
- L'intérieur d'un ensemble est cet ensemble privé de sa frontière. En particulier, un ensemble est un ouvert si et seulement s'il est disjoint de sa frontière.
- Les ouverts-fermés sont donc les parties dont la frontière est vide.
- La frontière d'un ouvert (ou d'un fermé) est d'intérieur vide. En effet, si S est ouvert, ∂S = S ∩ (E \ S) donc int(∂S) ⊂ S ∩ int(E \ S) = ∅.
- La frontière d'une union finie est en général strictement incluse dans la réunion des frontières, mais si A et B sont d'adhérences disjointes — ou plus généralement, si A ∩ B = B ∩ A = ∅ — alors ∂(A ∪ B) = ∂(A) ∪ ∂(B).

## Exemples
1) Dans l'ensemble des nombres réels muni de sa topologie usuelle :
- {\displaystyle \partial \left]0,5\right[=\partial \left[0,5\right[=\partial \left]0,5\right]=\partial [0,5]=\{0,5\}} ;
- {\displaystyle \partial \varnothing =\varnothing } ;
- {\displaystyle \partial \mathbb {Q} =\mathbb {R} } ;
- {\displaystyle \partial (\mathbb {Q} \cap [0,1])=[0,1]}.

Les deux derniers exemples illustrent le fait que la frontière d'une partie d'intérieur vide est son adhérence.
2) Dans l'espace métrique {\displaystyle X:={\mathbb {R}}\times {\mathbb {R}}}, soit {\displaystyle Y:=\{(x,y):x^{2}+y^{2}<25\}\cup \{(5,0),(3,4),(-4,3)\}}. L'adhérence de {\displaystyle Y} est le disque fermé de rayon 5, son intérieur le disque ouvert, sa frontière le cercle de rayon 5.

## Frontière d'une frontière
Pour tout ensemble S, ∂∂S est incluse dans ∂S, l'égalité étant vérifiée si et seulement si ∂S est d'intérieur vide.
La frontière d'un ensemble étant fermée, ∂∂∂S = ∂∂S pour tout ensemble S. L'opérateur frontière satisfait donc une forme faible d'idempotence.

## Note
1. ↑  Dans le cas particulier d'un espace métrique, les boules de centre p et de rayon strictement positif forment une base de voisinages de p.
2. ↑  Jacques Dixmier Impr. des PUF), Topologie générale, Presses universitaires de France, 1981 (ISBN 2-13-036647-3 et 978-2-13-036647-8, OCLC 417477300, lire en ligne), p. 18